# IF Thor
IF Thor är en idrottsförening med flera sektioner i Uppsala bildad den 1 augusti 1897.
Klubben har en stor ungdomsverksamhet inom orientering och skridsko och även nybörjarkurser för vuxna inom orientering.

## Sektioner
Aktiva sektioner idag är orientering/längdåkning och hastighetsåkning på skridskor. Tidigare fanns även en handbollssektion som numera har gått upp i HK71. Det har genom åren funnits ett antal andra sektioner.

## Kända profiler
Bland dagens mest kända profiler finns orienteraren Gunilla Svärd. Hon tog 45 medaljer på högsta nivå både internationellt och nationellt (17 guld, 11 silver och 17 brons).

## Klubblokal
Klubblokalen Thorgården är belägen i Lurbo i södra Uppsala. Klubben arrenderade 1977 gården av Uppsala Kommun och blev sedermera ägare till fastigheten 1 december 1994. Från gården har man tillgång till två skogspartier, lämpliga för friluftsliv året om, Nåsten norrut och Lurboskogen söderut. Över båda områdena finns goda kartor i stor skala.
Huvudbyggnaden är uppförd i början av 1800-talet. Den rymmer kök, samlingslokal och flera övernattningsrum. På tomten finns också flera andra byggnader, bland dem en äldre uthusbyggnad som nu restaurerats för att användas som expedition och arkiv. Omklädningsrum med två bastur finns också.

## Historia
Traditionen berättar att några ynglingar 1897 samlades "på slottstrappan" för att bilda en idrottsförening, som antog namnet Tohr, snart ändrat till Thor. Enligt minnesanteckningarna i "sekreterarens bok" från det första sammanträdet, den 1 augusti 1897, valdes då en styrelse på tre personer: Efraim Pettersson (Ceder), ordförande, Sven Hällbom, skattmästare och David Hällbom, sekreterare. Ingen närvarolista fördes.
Övriga stiftare är ej nämnda vid namn, men en av dem som förmodligen var närvarande vid mötet var Sixtus Janson, som bodde i södra slottstornet, som sedan var Thor-ordförande i 25 år och bl.a. även ordförande i Svenska Skidförbundet i 26 år. I den första matrikeln nämns ytterligare 12 pojkar, som varit medlemmar redan 1897. De första kvinnorna valdes in i föreningen redan 1912.
Under det första verksamhetsåret började föreningen använda den plan som senare kom att kallas "Thorarnas idrottsplan" för träning och tävling. Citat ur protokoll från styrelsesammanträde 5 juni 1898: "Beslöts att täflingar kommo att hållas på planen ofvanför Akademi-sjukhuset" Sedan en förening bildats, verkar planen efter hand ha blivit erkänd av myndigheterna som föreningsplan. I början av 1900-talet tycks planen vid slottet ha varit Thorarnas huvudsakliga tränings- och tävlingsplats. En minnessten (kommer från restaurering av slottet) med en minnesplatta i rostfritt stål har satts upp där historien kring Thorarnas idrottsplan beskrivs. Minnesstenen invigdes på 100-årsdagen av klubbens bildande. Planen hade redan under 1600-talet använts för torneringar, ringränning och andra ridderliga lekar, då kallad "Rännarbanan". Första gången banan användes torde vara vid Erik XIV:s kröning 1561.
De idrottsliga aktiviteterna i klubben har varit många under åren. Mycket varierande sporter. I början var det mycket friidrott, bl. a. – hastighetslöpning 100 meter – höjdsprång – kulstötning – längdsprång – diskuskastning.
IF Thors cyklister nådde under 1912–1928 stora framgångar. Ragge Malm vann tre olympiska lagmedaljer 1912-1924, Sigge Lundberg ett lagsilver och Gösta Carlsson brons individuellt och i lag i Amsterdam 1928. Cyklisterna vann också 25 SM-guld fram till 1928 då de bröt sig ur IF Thor och bildade SK Fyrishof.
Ända sedan början har också skidsport funnits på programmet. Många framgångar på distrikts och nationell nivå. Exempelvis hade klubben många SM-framgångar på damsidan under 40- och 50-talen, till exempel Inga Löwdin, Britta och Eivor Alm, Emy Gauffin. De representerade också Sverige vid flera tillfällen. Skidor var tidigare en separat sektion men finns nu i samma sektion som orienteringen.
1934 bildades ett damhandbollslag i föreningen. Handbollen var under en lång tid en mycket aktiv sektion i klubben med många framgångar.
En annan gren klubben har haft på programmet sedan starten är Skridsko. En legendarisk ledare på 30-talet var Einar Albinsson som inte bara var ledare i IF Thor utan även tillhörde Svenska Skridskoförbundets styrelse och även verkade internationellt. Skridskons storhetstid, så här långt i alla fall, var under 40-talet, med bl.a. framskjutna placeringar på OS i S:t Moritz 1948.
Klubben har länge haft orientering på programmet. Det är lite oklart när det exakt började. Det finns noteringar om orientering redan 1907, och under 1917 vi kan se tävlingar utlysta i Skidorientering för damer. Men det är nog under 20-talet som den egentliga orienteringen tog fart. Fyrtiotalet innebar en frammarsch för damerna med Inga Löwdin i spetsen.
Femtiotalet blev det stora årtiondet för orienteringen i Thor. Damernas SM-placeringar under åren 1952-58 är imponerande, man nådde placeringarna 2, 1, 3, 3 och 3. Kavleseger blev det också 1963 med bl.a. Emy Gauffin i laget, som också var med i segrande laget 1953. Emy Gauffin vann under 60-talet två individuella SM och många andra framskjutna placeringar på SM och Nordiska Mästerskap. IF Thors herrar vann Kopparkavlen 1952, budkavle-SM 1955 och Tiomila-kavlen 1956. Vid samtliga tillfällen ingick Tore Jonsson, Åke Falkenström och Karl-Olov Pettersson i det segrande laget. Tore, en av de stora i klubbens historia, blev också tvåa på natt-SM 1958 och hade även landslagsuppdrag.
När det gäller framskjutna placeringar i klubben på senare tid, i Sverige och internationellt, måste Gunilla Svärd framhållas. På herrsidan hade Peter och Staffan Jacobsson stora framgångar både på junior- och seniornivå under 80- och 90-talet.